# La Mixteca

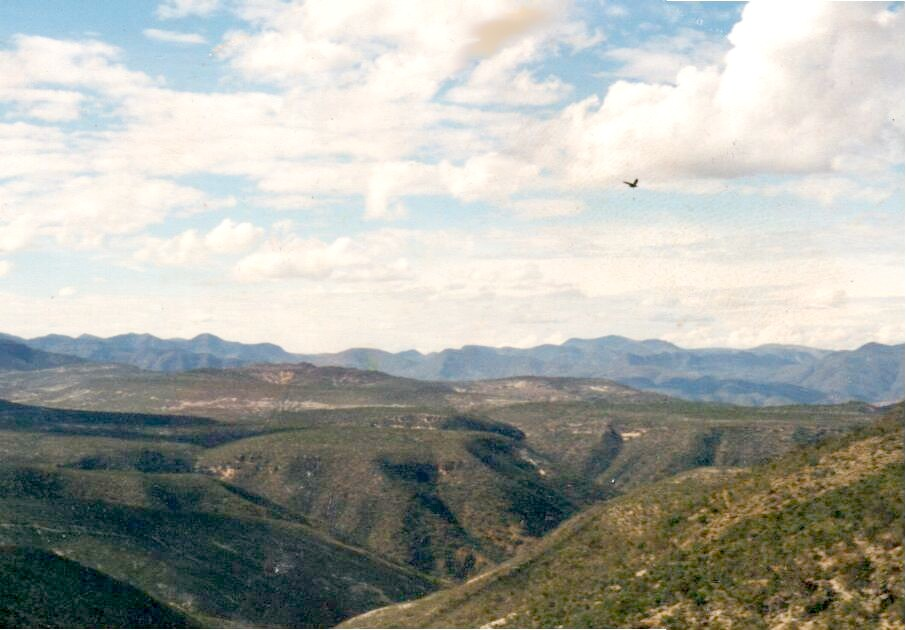
Sierra Mixteca – dominujący krajobraz regionu

La Mixteca – region w Meksyku, w zachodniej części stanu Oaxaca oraz w sąsiadujących z nią częściach Guerrero i Puebla, zamieszkany przez Indian Misteków. Zajmuje około 40 tys. km². La Mixteca leży u zbiegu pasm Kordyliery Wulkanicznej i Sierra Madre Południowej. Ogranicza ją Dolina Oaxaca i kanion Cañada de Cuicatlán od wschodu, doliny Morelos i Guerrero od zachodu oraz Ocean Spokojny od południa. Większość obszaru zajmują góry Sierra Mixteca, które znacząco utrudniają komunikację z resztą kraju.
Region dzieli się zwykle na trzy części:
- Mixteca Alta ("Mixteca Wysoka") – północno-wschodnia część Guerrero i zachodnia Oaxaca
- Mixteca Baja ("Mixteca Niska") – północno-wschodnia Oaxaca i południowa Puebla
- Mixteca de la Costa ("Mixteca Nadbrzeżna") – obszar wzdłuż wybrzeża Pacyfiku, zwany również Costa Chica